# Геодезична піраміда
Піраміда геодезична (рос. пирамида геодезическая, англ. geodesic pyramid, нім. geodätische Pyramide f) — тип зовнішнього геодезичного знака, який споруджують для встановлення візирного циліндра на висоту до 10 м. Геодезичний прилад установлюють на штативі висотою до 2 м на кам'яному турі або на спорудженій внутрішній піраміді, якщо інструмент треба підняти на висоту 2 – 4 м. Геодезична піраміда виготовляється з металу чи з дерева, може бути три- або чотиригранною. Іноді візирний циліндр може бути піднятим на кілька метрів вище (для забезпечення візування з інших пунктів при вимірюваннях).